# Çüngüş
Çüngüş (Čnkuš en arménien et Şengûş en kurmandji) est une ville et un district de la province de Diyarbakır dans la région de l'Anatolie du sud-est en Turquie.